# 清寿院
清寿院（せいじゅいん）は大阪府大阪市天王寺区にある、黄檗宗の寺院。山号は白駒山。中国との縁が深いため、「南京寺」の通称がある。